# Futbol'nyj Klub Orenburg 2019-2020
Questa voce raccoglie le informazioni riguardanti il Futbol'nyj Klub Orenburg nelle competizioni ufficiali della stagione 2019-2020.

## Stagione
Al secondo anno in Prem'er-Liga la squadra finì ultima, retrocedendo in PFN Ligi.

## Maglie
| Manica sinistra · Manica sinistra · Maglietta · Maglietta · Manica destra · Manica destra · Pantaloncini · Pantaloncini · Calzettoni · Calzettoni | Manica sinistra · Manica sinistra · Maglietta · Maglietta · Manica destra · Manica destra · Pantaloncini · Calzettoni · Calzettoni |

## Rosa
| N. |                        | Ruolo | Calciatore                  |
| -- | ---------------------- | ----- | --------------------------- |
| 1  | Russia (bandiera)      | P     | Aleksandr Rudenko           |
| 3  | Bielorussia (bandiera) | D     | Michail Sivakoŭ             |
| 4  | Serbia (bandiera)      | D     | Uroš Radaković              |
| 5  | Russia (bandiera)      | C     | Timur Ajupov                |
| 6  | Israele (bandiera)     | D     | Adi Gotlieb                 |
| 7  | Svezia (bandiera)      | C     | Filip Rogić                 |
| 8  | Croazia (bandiera)     | C     | Danijel Miškić              |
| 9  | Serbia (bandiera)      | A     | Đorđe Despotović (capitano) |
| 10 | Portogallo (bandiera)  | C     | Ricardo Alves               |
| 11 | Russia (bandiera)      | A     | Andrea Čukanov              |
| 12 | Russia (bandiera)      | D     | Andrej Malych               |
| 13 | Russia (bandiera)      | D     | Sergej Terechov             |
| 14 | Senegal (bandiera)     | A     | Mamadou Sylla               |
| 15 | Russia (bandiera)      | D     | Georgij Zotov               |

| N. |                        | Ruolo | Calciatore        |
| -- | ---------------------- | ----- | ----------------- |
| 17 | Slovenia (bandiera)    | C     | Žiga Škoflek      |
| 18 | Russia (bandiera)      | C     | Danil Lipovoj     |
| 20 | Ghana (bandiera)       | A     | Joel Fameyeh      |
| 22 | Lituania (bandiera)    | A     | Fiodor Černych    |
| 23 | Kazakistan (bandiera)  | C     | Islambek Qýat     |
| 29 | Uzbekistan (bandiera)  | C     | Vadim Afonin      |
| 31 | Russia (bandiera)      | D     | Vitalij Šachov    |
| 32 | Russia (bandiera)      | C     | Artëm Kulišev     |
| 38 | Bielorussia (bandiera) | P     | Andrėj Klimovič   |
| 42 | Russia (bandiera)      | D     | Ivan Lapšov       |
| 55 | Russia (bandiera)      | C     | Kirill Kaplenko   |
| 56 | Russia (bandiera)      | P     | Aleksandr Dovbnja |
| 66 | Russia (bandiera)      | D     | Savelij Kozlov    |

## Risultati

### Campionato
| Rostov sul Don 13 luglio 2019 1ª giornata | Rostov | 2 – 1 referto | Orenburg | Rostov Arena |

| Mosca 20 luglio 2019 2ª giornata | CSKA Mosca | 2 – 1 referto | Orenburg | Arena CSKA |

| Orenburg 28 luglio 2019 3ª giornata | Orenburg | 0 – 2 referto | Zenit San Pietroburgo | Stadio Gazovik |

| Groznyj 5 agosto 2019 4ª giornata | Achmat Groznyj | 2 – 1 referto | Orenburg | Stadion imeni Achmat-Chadži Kadyrova |

| Orenburg 10 agosto 2019 5ª giornata | Orenburg | 2 – 2 referto | Tambov | Stadio Gazovik |

| Orenburg 16 agosto 2019 6ª giornata | Orenburg | 1 – 1 referto | Soči | Stadio Gazovik |

| Tula 25 agosto 2019 7ª giornata | Arsenal Tula | 2 – 1 referto | Orenburg | Stadio Arsenal |

| Ufa 31 agosto 2019 8ª giornata | Ufa | 1 – 2 referto | Orenburg | Stadio Neftjanik |

| Orenburg 15 settembre 2019 9ª giornata | Orenburg | 2 – 1 referto | Rubin | Stadio Gazovik |

| Orenburg 22 settembre 2019 10ª giornata | Orenburg | 2 – 3 referto | Lokomotiv Mosca | Stadio Gazovik |

| Mosca 29 settembre 2019 11ª giornata | Spartak Mosca | 1 – 2 referto | Orenburg | Otkrytie Arena |

| Orenburg 5 ottobre 2019 12ª giornata | Orenburg | 2 – 0 referto | Dinamo Mosca | Stadio Gazovik |

| Orenburg 20 ottobre 2019 13ª giornata | Orenburg | 0 – 1 referto | Kryl'ja Sovetov Samara | Stadio Gazovik |

| Krasnodar 27 ottobre 2019 14ª giornata | Krasnodar | 1 – 1 referto | Orenburg | Stadio FK Krasnodar |

| Ekaterinburg 4 novembre 2019 15ª giornata | Ural | 1 – 2 referto | Orenburg | Stadio Centrale |

| Orenburg 10 novembre 2019 16ª giornata | Orenburg | 0 – 0 referto | Ufa | Stadio Gazovik |

| Orenburg 23 novembre 2019 17ª giornata | Orenburg | 1 – 2 referto | Achmat Groznyj | Stadio Gazovik |

| Soči 11 marzo 2020 18ª giornata | Soči | 5 – 1 referto | Orenburg | Stadio olimpico Fišt |

| Saransk 7 dicembre 2019 19ª giornata | Tambov | 3 – 0 referto | Orenburg | Mordovia Arena |

| Samara 28 febbraio 2020 20ª giornata | Kryl'ja Sovetov Samara | 1 – 1 referto | Orenburg | Samara Arena |

| Orenburg 7 marzo 2020 21ª giornata | Orenburg | 2 – 0 referto | Arsenal Tula | Stadio Gazovik |

| Orenburg 14 marzo 2020 22ª giornata | Orenburg | 1 – 3 referto | Spartak Mosca | Stadio Gazovik |

| Mosca 21 giugno 2020 23ª giornata | Lokomotiv Mosca | 1 – 0 referto | Orenburg | RŽD Arena |

| Orenburg 27 giugno 2020 24ª giornata | Orenburg | - – + referto | Krasnodar | Stadio Gazovik |

| Orenburg 1º luglio 2020 25ª giornata | Orenburg | - – + referto | Ural | Stadio Gazovik |

| Kazan' 5 luglio 2020 26ª giornata | Rubin | 1 – 0 referto | Orenburg | Kazan Arena |

| Orenburg 8 luglio 2020 27ª giornata | Orenburg | 0 – 4 referto | CSKA Mosca | Stadio Gazovik |

| Orenburg 12 luglio 2020 28ª giornata | Orenburg | 0 – 0 referto | Rostov | Stadio Gazovik |

| San Pietroburgo 15 luglio 2020 29ª giornata | Zenit San Pietroburgo | 4 – 1 referto | Orenburg | Stadio San Pietroburgo |

| Mosca 22 luglio 2020 30ª giornata | Dinamo Mosca | 0 – 1 referto | Orenburg | Otkrytie Arena |

### Coppa di Russia
| Mosca 25 settembre 2019 Sedicesimi di finale | Čertanovo | 0 – 2 referto | Orenburg |  |

| Orenburg 31 ottobre 2019 Ottavi di finale | Orenburg | 1 – 2 referto | Chimki | Stadio Gazovik |